# Rio Elan
O Rio Elan é um rio da Romênia, afluente do Rio Prut, localizado no distrito de Vaslui e Galaţi.